# Parc Arqueològic de Posillipo
El Parc Arqueologicoambiental de Posillipo (o del Pausilypon) és una àrea arqueològica de la ciutat de Nàpols, a Itàlia. És al barri de Posillipo, amb una entrada per Discesa Coroglio, a través de la imponent gruta de Sejà; l'obriren al públic al 2009.

## Història

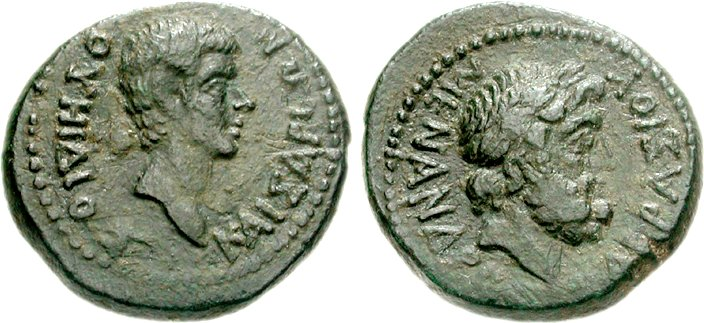
Publi Vedi Polió (a l'esquerra)

Després de la batalla d'Àccium (31 ae), el cavaller romà Publi Vedi Polió va decidir passar els seus darrers anys en aquell preciós lloc entre l'illa de la Gaiola i la badia de Trentaremi, anomenat en grec Pausilypon (Posillipo), que significa 'treva del perill' o 'que fa cessar el dolor', per la seua bellesa. Al costat de la vila, manà construir també un teatre amb capacitat per a 2.000 espectadors, un odèon per a petits espectacles, un nimfeu i un complex termal.
Les estructures de la imponent vil·la s'estenen fins per sota del nivell del mar i, des del 2002, estan protegides per la creació del Parc Submergit de Gaiola, una àrea marina protegida que inclou tot el cap de Trentaremi i el voltant de les illes de la Gaiola.
Les restes d'altres cases romanes es poden veure a Marechiaro, al llarg de la platja, o a Calata Ponticello, pujant pel burg, on hi ha una columna amb base jònica i una fornícula d'opus latericium. A l'escull es pot admirar les restes del Palau dels Esperits, també anomenat "Villarosa". Continuant per la costa cap a l'oest, se situa el perímetre de l'Escola de Virgili, on es creia que el poeta Virgili practicava arts màgiques.
El parc es tornà a obrir al públic després de les obres de restauració al 2009 per a la kermesse "Maig dels monuments", i també gràcies a la col·laboració del "Centre d'Estudis Interdisciplinaris Gaiola" (CSI Gaiola). Hui disposa d'itineraris guiats i de tallers educatius per a escoles dirigits pel CSI Gaiola.

## Descripció
El parc ofereix molts testimoniatges arqueològics en un dels indrets més pintorescs de la metròpoli napolitana.
Entre les troballes arqueològiques més importants hi ha la gruta de Sejà, el Parc Submergit de Gaiola, la Vil·la Imperial de Pausilypon, el teatre, l'odèon i el Palau dels Esperits.

### La gruta de Sejà

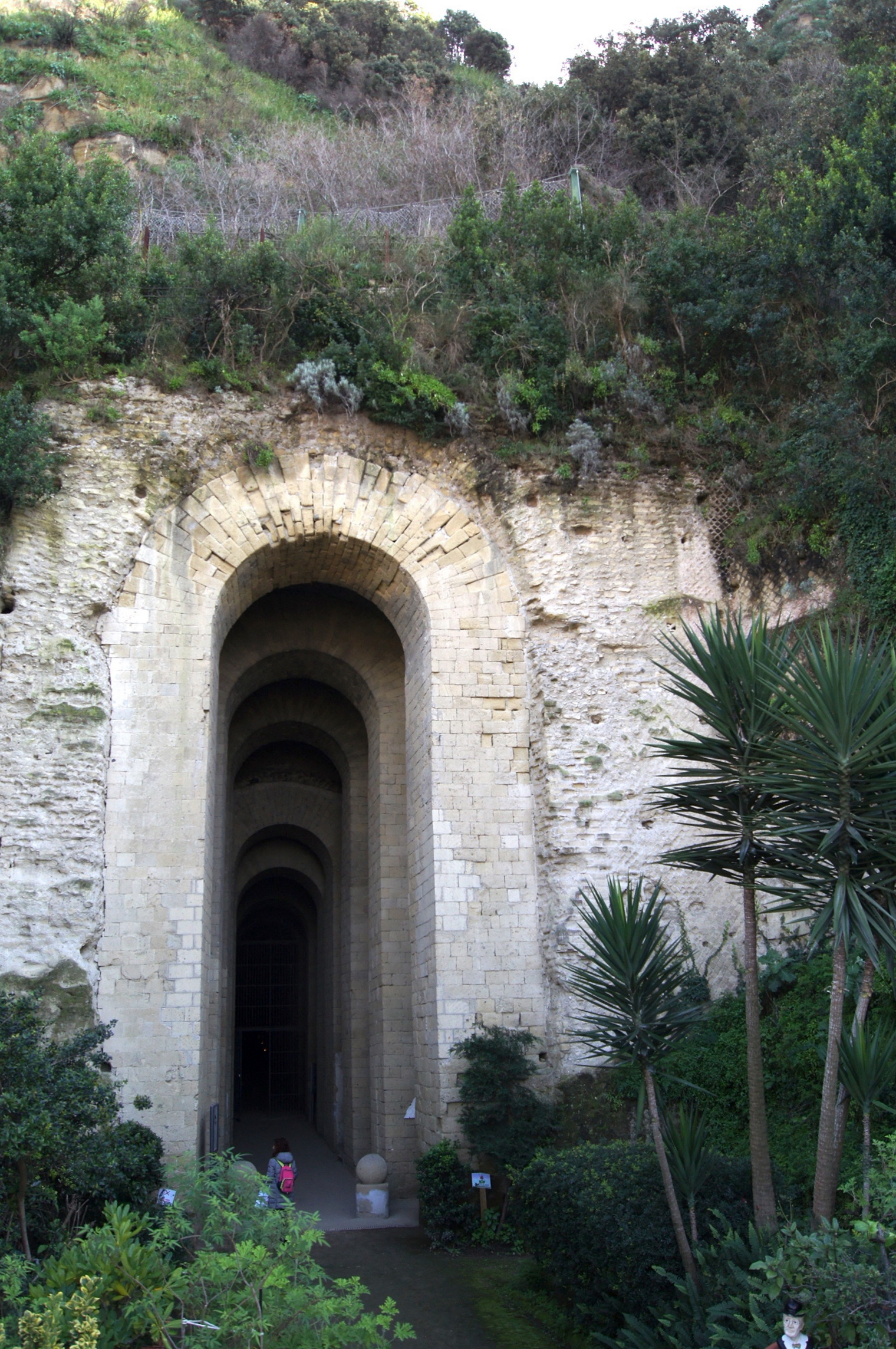
Entrada de la galeria

La gruta de Sejà és un túnel de 770 m de longitud, excavat en època romana en el tuf del turó de Posillipo, que connecta la plana de Bagnoli amb el barranc de la Gaiola, i passa per la badia de Trentaremi.
El seu nom es deu a Luci Eli Sejà, prefecte de Tiberi, que, segons la tradició, al segle I li encarregà l'ampliació i consolidació d'una galeria preexistent, construïda uns cinquanta anys enrere per l'arquitecte Cocceius Auctus a les ordres de Marc Vipsani Agripa, per connectar la vil·la de Publi Vedi Polió i les altres vil·les patrícies de Pausilypon amb els ports de Pozzuoli i Cumes.

### La Vil·la Imperial de Pausilypon, el teatre i l'odèon

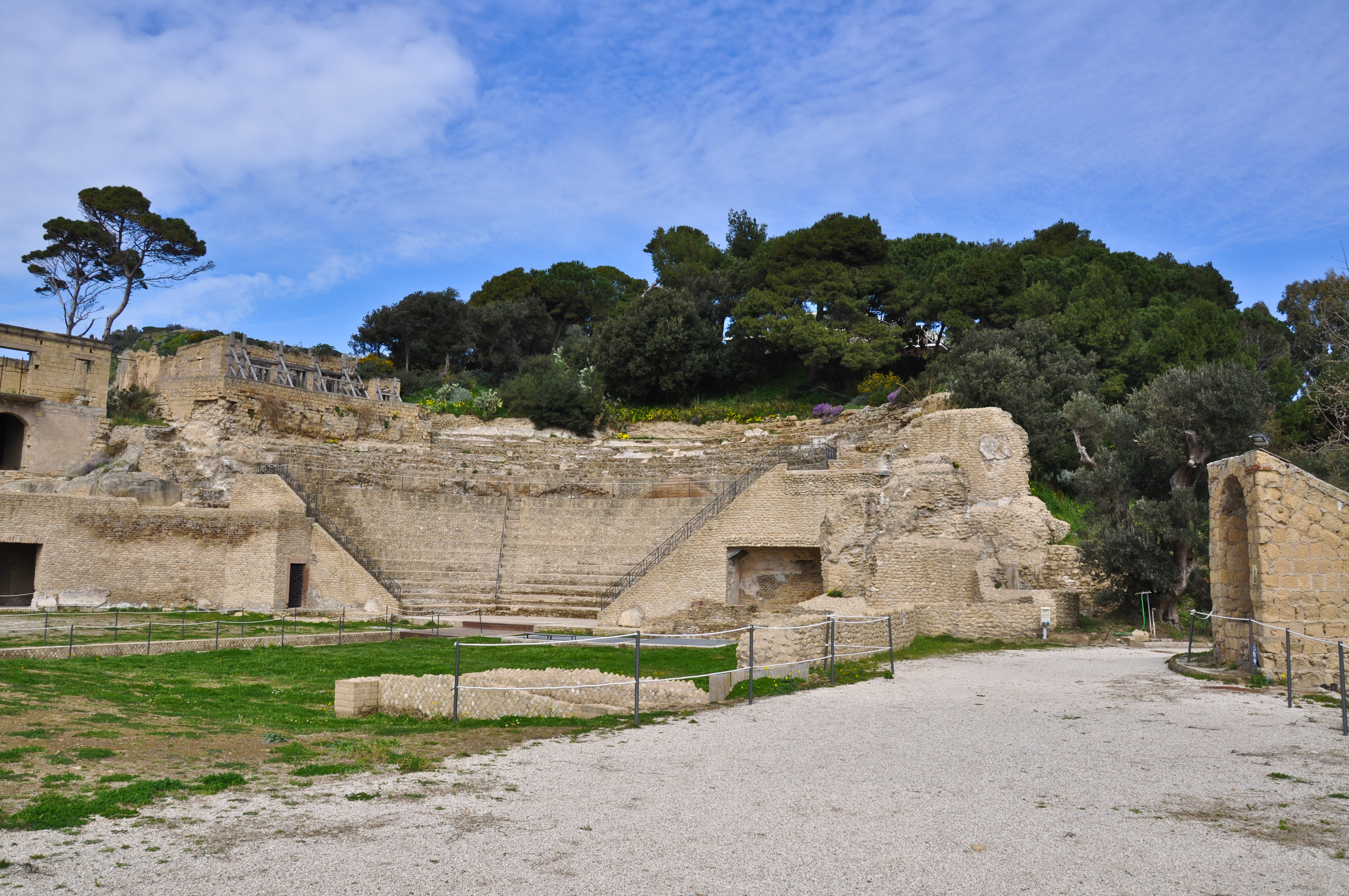
El teatre

A través de la imponent gruta de Sejà s'arriba al conjunt arqueologicoambiental que enclou part dels antics vestigis de la Vil·la Imperial del Pausilypon.
Ací es poden veure les ruïnes del teatre, amb capacitat per 2.000 espectadors, de l'odèon i d'algunes sales representatives de la vil·la (encara se'n poden veure rastres de les decoracions murals); les seues estructures marítimes hui formen part de l'adjacent Parc Submergit de Gaiola, i trauen el cap els miradors en picat sobre la mar.

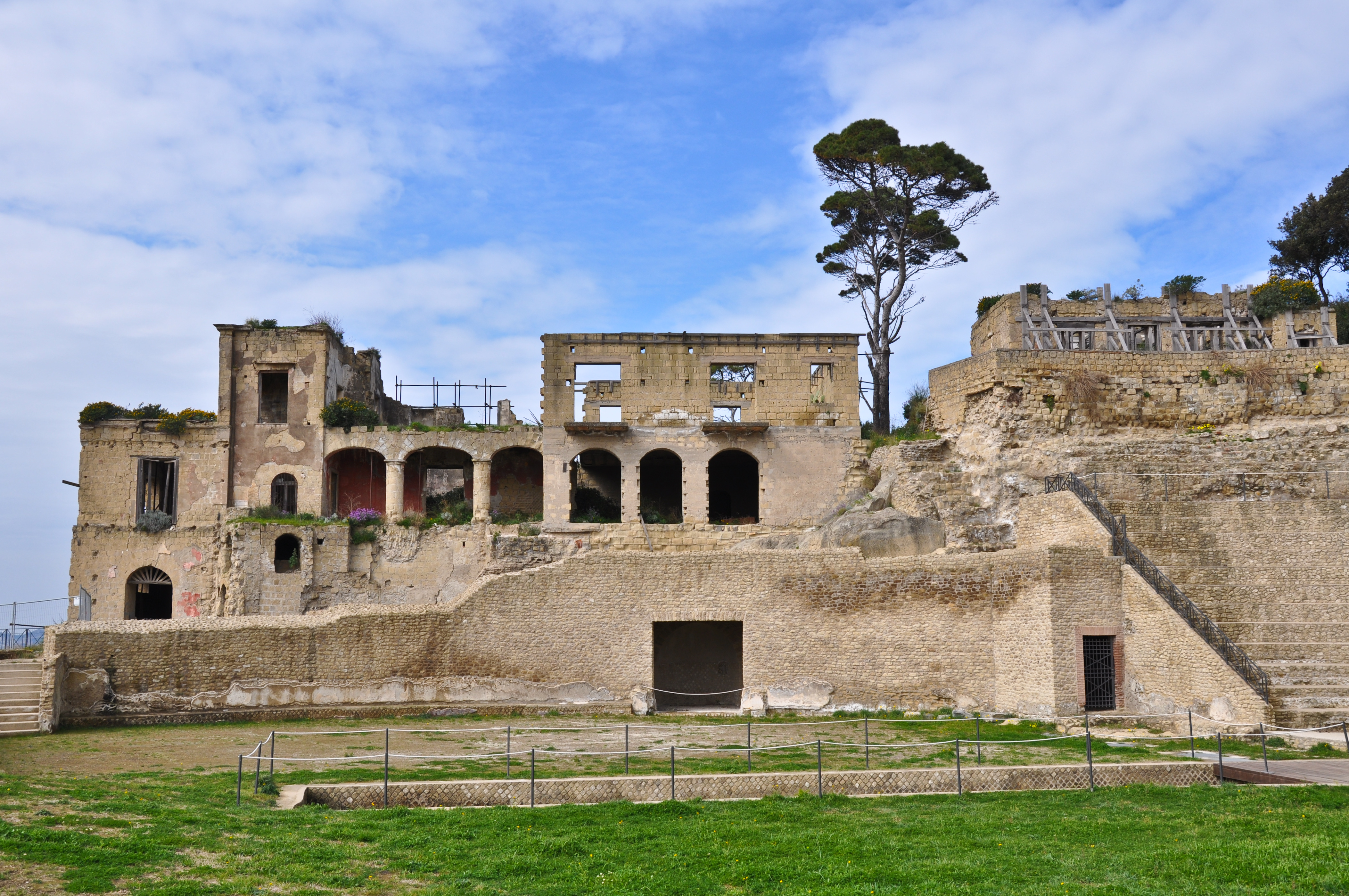
Vil·la Imperial

La Vil·la Imperial, també coneguda com a "Vil·la de Polió", la va construir al segle I ae el ric cavaller Publi Vedi Polió. Quan va morir, a l'any 15 ae, la vil·la, gràcies a la seua ubicació molt cobejada (la meitat abocada a la mar i amb vista a la restant part de Nàpols, a la península sorrentina, al Vesuvi i a l'illa de Capri) es va convertir en residència imperial d'August i de tots els successors. En certes parts dels vestigis es poden veure els conductes revestits de morter hidràulic de l'aqüeducte, un altre senyal de l'opulència dels propietaris.
El darrer habitant de la vil·la fou Hadrià.

### El Palau dels Esperits

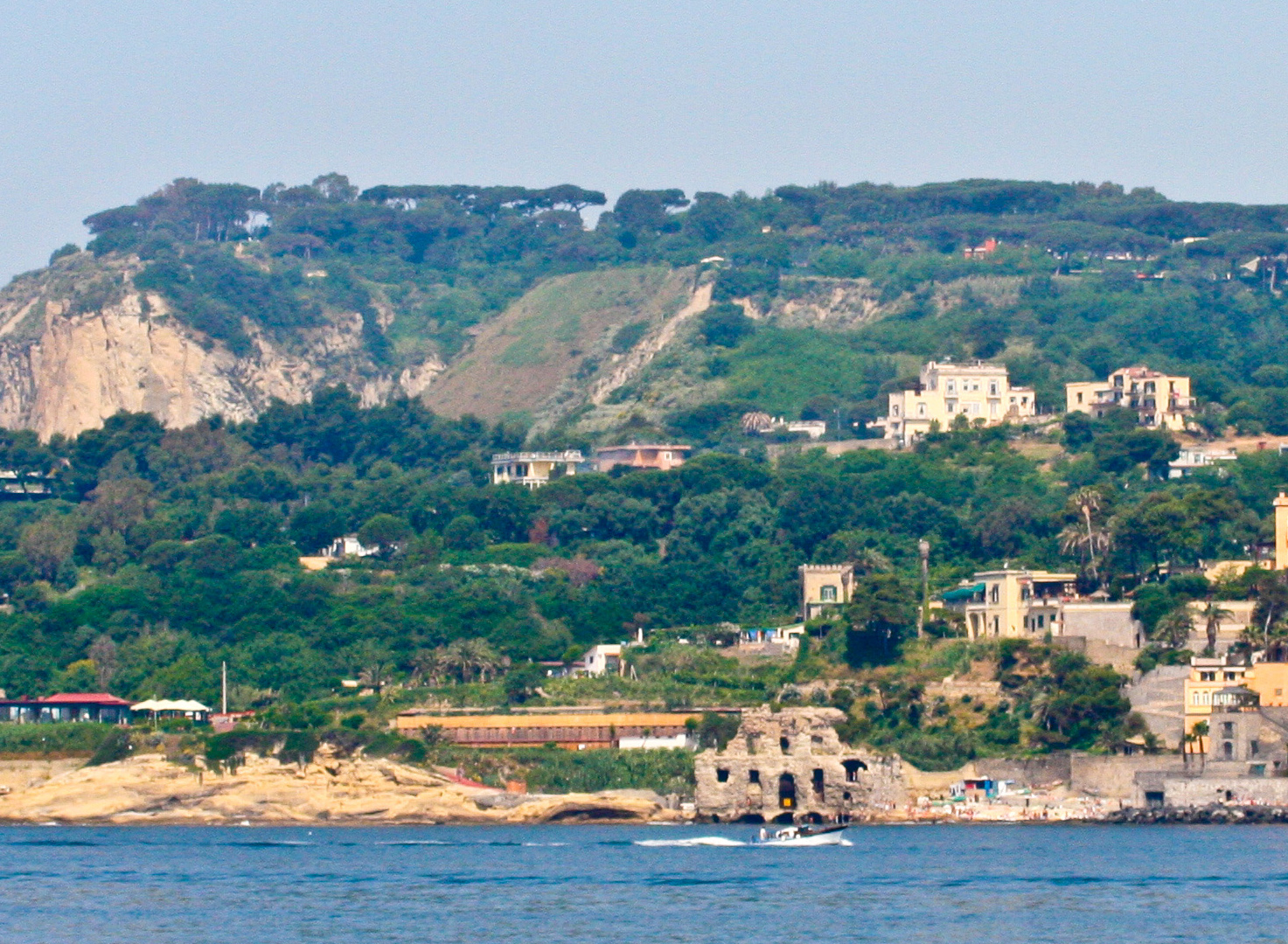
El Palacio dels Esperits vist des de la mar

El Palau dels Esperits (també anomenat "Vil·la dels Esperits" o "Villarosa") és un conjunt arqueològic a la costa de Posillipo, prop de Marechiaro. Fou construït al segle I ae i pertanyia a un nimfeu depenent de la Vil·la Imperial de Pausilypon.
Hi ha una hipòtesi que afirma que és un murenari, és a dir, una instal·lació per a la cria de murènids, peixos anguil·liformes considerats exquisits, encara presents a la fi dels anys 1980. Ara els tancs estan submergits per l'augment del nivell de l'aigua de la mar, però encara es poden veure.

### El Parc Submergit de Gaiola
Des de la mar es poden veure els vestigis de la Vil·la Imperial submergits i l'entorn natural marí costaner. Al 2002, el parc fou declarat àrea marina protegida.